# 魚野川
魚野川（うおのがわ）は、新潟県魚沼地方を流れる一級河川であり、信濃川の1次支川。河川延長は66.718 km（キロメートル）、流域面積は1,519 km2（平方キロメートル）である。

## 概要
新潟県と群馬県の県境の谷川岳西麓一帯に源を発し、新潟県の魚沼地方を南から北へ向かって貫流し、長岡市東川口付近で信濃川と合流する。
上流部の土樽駅付近でも比較的川幅が広い。
豊富な水量と、上質な水質を持ち、魚沼地方の生活・産業（稲作・酒造など）の重要な基盤となっている。
名前のとおり、鮎やニジマスなどの川魚も多くすみ、鮎釣りをする人の姿、やな場を仕込んで漁をする人の姿がしばしば見受けられる。

## 名称の由来
魚の多い川なので魚野川、イオ（鮭のこと）が遡上する川なのでイオノ川、多くの沼があったので五百沼から転じてイオヌマ川、「魚沼を流れる川」が訛って魚野川となった、など諸説ある。かつては別名として上田川・魚沼川・大野川などとも称した（上田川は越後国全図、魚沼川は新編会津風土記などに見える）。
「魚沼」は『和名抄』の時代からある地名であり、「伊乎乃」と訓ずる。『節用集』では「伊保野」と訓ずる。いずれも読みは「イオノ」「イホノ」であり、そこから「イオヌ」「ウオヌマ」「ウオノ」「オオノ」等に変化が見られる。
上田川はかつて南魚沼郡を上田庄とも呼んだことから。

## 主要な支川
上流側から順に以下の通りである。
- 大源太川（延長3.0 km[1]）
- 登川（延長11.1 km[1]）
- 高棚川（延長5.5 km[1]）
- 三国川（さぐりがわ、延長14.9 km[1]）
- 宇田沢川（うたさわがわ、延長11.6 km[1]）
- 水無川（延長8.29 km[1]）
- 佐梨川（延長18.5 km、流域面積89.8 km2[1]）
- 破間川（あぶるまがわ、延長37.762 km、流域面積509.93 km2[2]）
  - 黒又川（延長23.8 km[2]）
  - 和田川（延長14.717 km[2]）
- 田河川（延長13.197 km[1]）
- 芋川（延長14.1 km[1]）

## 歴史
1495年（明応4年）には、上杉家が魚野川の舟運の許可を出すなど、かなり古い時代から舟運が行われてきた。
南魚沼郡誌によれば、1637年（寛永14年）の記録に六日町に48艘、浦佐（現在の南魚沼市北部）に50艘、小出島（現在の魚沼市中心部）に24艘の胴高船があったという。
江戸時代を通じて三国街道を行く旅行者や魚沼の年貢米、さらには特産品の輸送に船が用いられた。
この頃の遡上上流点は、六日町宿（現在の南魚沼市中心部）であり、いったん下流に下った船は、川岸に沿って一週間以上かけて上流まで引き上げていた。
明治時代に入ると鉄道が敷設され、信越本線や上越北線（全通後は上越線）の開通に伴い、輸送船を必要とした貨客が激減。
これにより大正年間のうちに姿を消している。
渡し舟は、堀之内町（現在の魚沼市北部）などに戦後まで残った。
主な事故として、1950年（昭和25年）7月4日に発生した転覆死亡事故が挙げられる。
通学する学生ら20人以上を乗せた渡し舟が転覆し、5人が命を落とした。
2020年現在、魚沼市北部の堀之内地域には川沿いに渡し舟があったことを記念する舟方公園が開かれ、公園たもとにある宇賀地橋の親柱上には三波春夫の歌「おーい舟方さんよ」（1957年）で取り上げられた舟方の像が、公園内には魚野川を詠んだ宮柊二の歌碑がそれぞれ建立されている。

## 災害の歴史
現在の魚沼市一帯が狭窄部になっていること、信濃川本流の洪水時には魚野川へ逆流する現象が見られたことなどから、かつての流域一帯は水害の常襲地帯であった（魚沼市の歴史を参照されたい）。これらの対策として、1960年代に建設省（現在の国土交通省）直轄工事による河川改修が開始、1993年（平成5年）に完成をみている。

## 河川施設
- 広神ダム（和田川）
- 三国川ダム（三国川）
- 鎌倉沢川の砂防施設群[6][7]（登録有形文化財[8][9]）

## 主な橋梁
本川
下流より順に記載
- （信濃川合流点）
- 川口橋（新潟県道71号小千谷川口大和線）
- 魚野川橋梁（飯山線）
- 魚野川橋（関越自動車道）
- 和南津橋（国道17号）
- 魚野川橋梁（上越新幹線）
- 第四魚野川橋梁（上越線）
- 宇賀地橋（新潟県道333号中山竜光堀之内線）
- 根小屋橋（新潟県道23号柏崎高浜堀之内線）
- 堀之内橋（国道17号）
- （破間川合流点）
- 魚野川橋梁（只見線）
- 小出橋（新潟県道47号小出停車場線）
- （佐梨川合流点）
- 新柳生橋（新潟県道532号虫野小出停車場線）
- 青島大橋（新潟県道232号浦佐小出線）
- 福山橋（新潟県道232号浦佐小出線）
- 八色大橋（国道17号）
- 栄橋（新潟県道232号浦佐小出線）
- 多聞橋（新潟県道265号下折立浦佐停車場線）
- 浦佐大橋（新潟県道28号塩沢大和線）
- 仮称・新浦佐大橋（国道17号浦佐バイパス・建設中）
- 大和橋（新潟県道266号一村尾大崎線）
- 八海橋（新潟県道234号桐沢麓五日町停車場線）
- 八海橋（関越自動車道）
- 城巻橋（新潟県道214号城内焼野線）
- （三国川合流点）
- 二日町橋（南魚沼市道二日町川窪線）
- 美佐島橋（南魚沼市道下渡船場線）
- 六日町大橋（新潟県道131号六日町停車場線）
- 坂戸橋（南魚沼市道坂戸上町線）
- 泉田橋（国道291号）
- 旭橋（国道291号）
- （登川合流点）
- 前島橋（新潟県道132号塩沢停車場八竜新田線）
- 中之島橋（新潟県道235号沢口塩沢線）
- 中之島橋（関越自動車道）
- 坪池橋（新潟県道76号十日町当間塩沢線）
- 姥島橋（新潟県道28号塩沢大和線）
- 五十嵐橋（南魚沼市道関山姥島線）
- 湯沢橋（関越自動車道）
- 松沢橋（湯沢町道松沢1号線）
- 神弁橋（湯沢町道豹尾沢2号線）
- 立柄橋（湯沢町道東山線）
- 大野原橋（湯沢町道原新田小坂線）
- 神立橋（関越自動車道）
- 東橋（新潟県道268号越後湯沢停車場岩原線）
- 第三魚野川橋梁（上越線）
- 松川橋（新潟県道541号土樽越後中里停車場線）
- 第二魚野川橋梁（上越線）
- 松川橋（関越自動車道）
- 蓬橋（湯沢町道蓬線）
- 第一魚野川橋梁（上越線）
- 浅間平橋（湯沢町道吾策線）

支川（毛渡沢）
- 上越線毛渡沢橋梁（土木学会選奨土木遺産[10]）

## ギャラリー

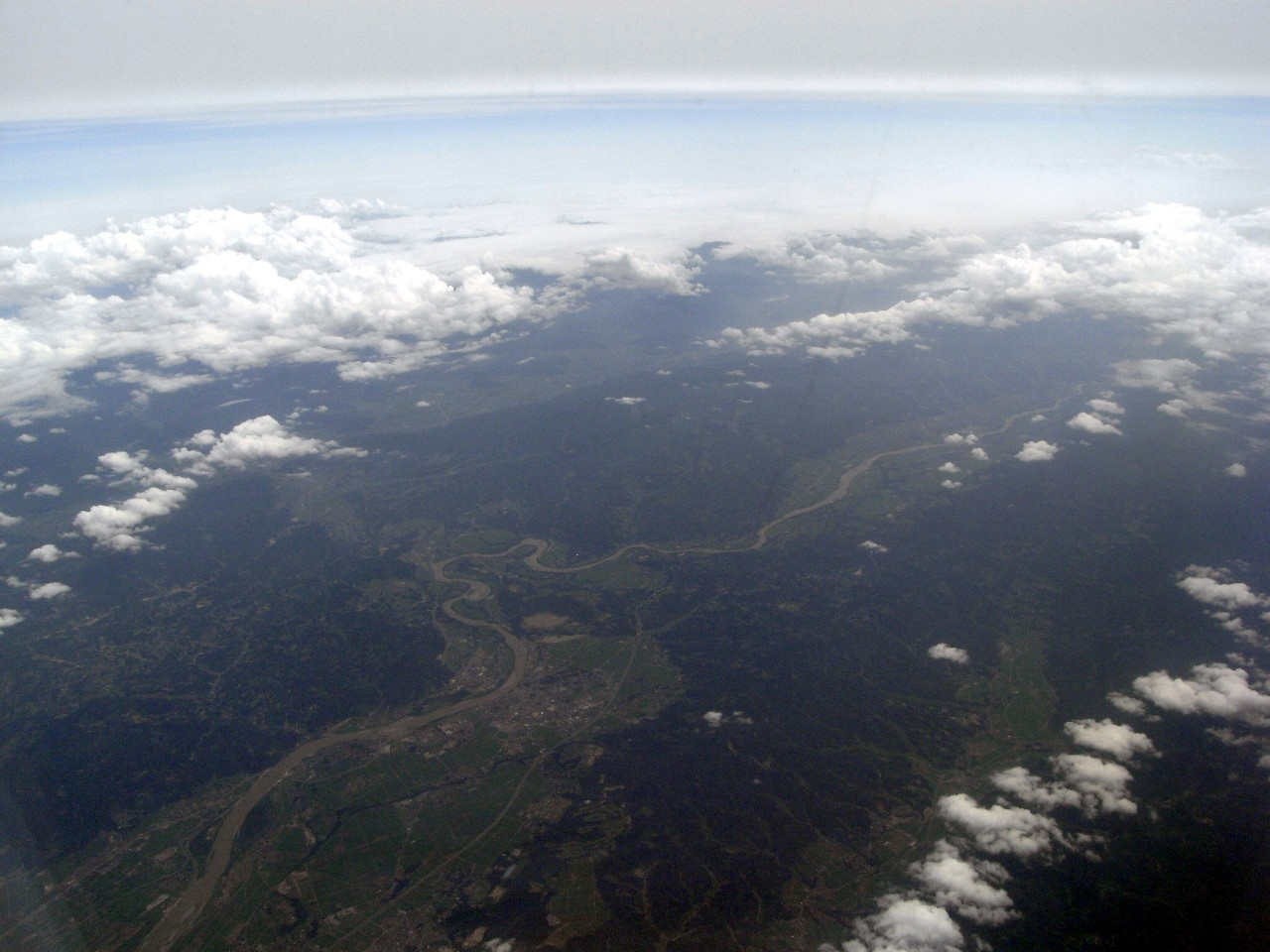
魚野川が信濃川に合流する小千谷市付近の蛇行部分
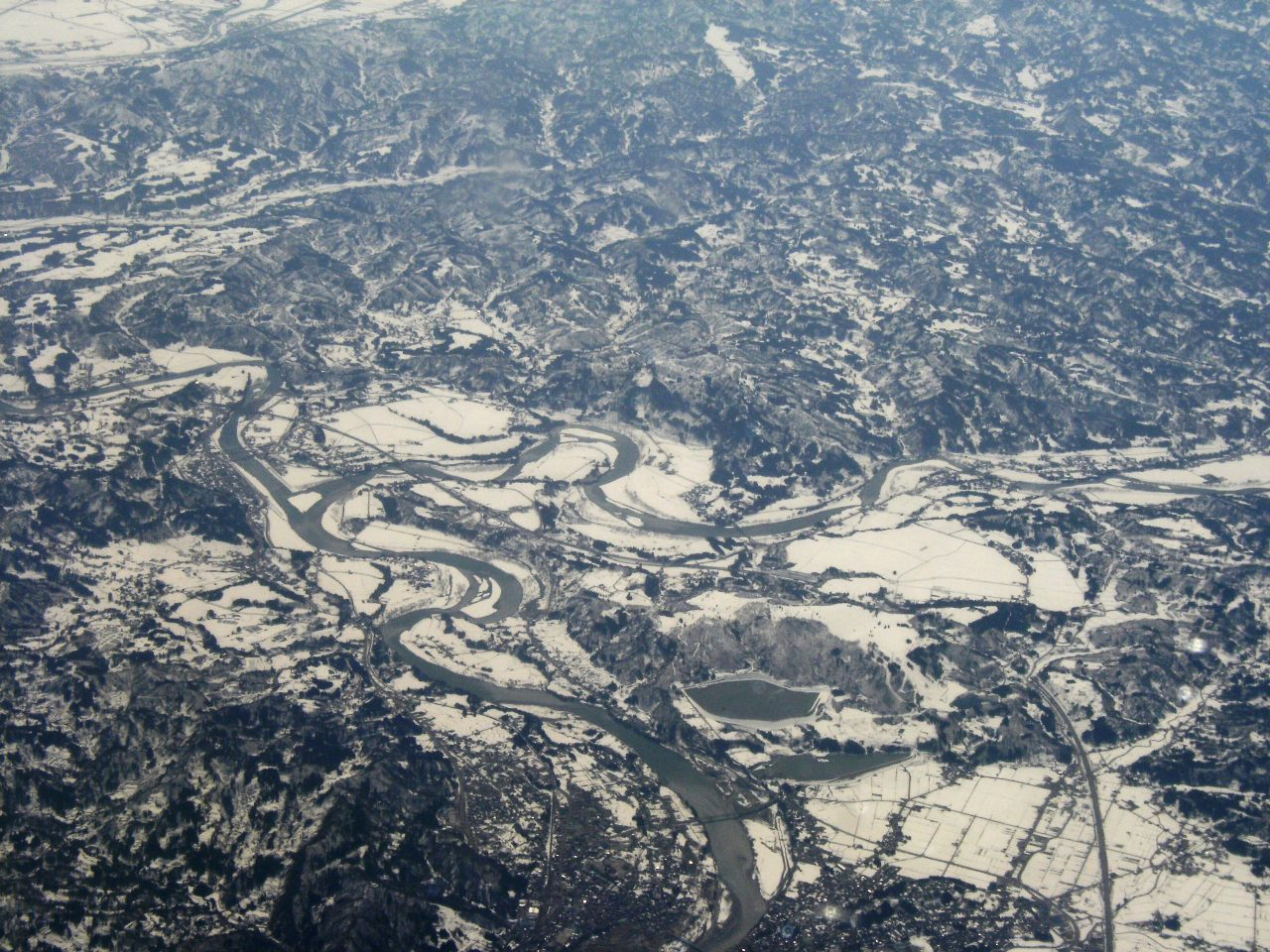
信濃川蛇行部拡大画像。信濃川に注ぐ魚野川河口が確認できる。
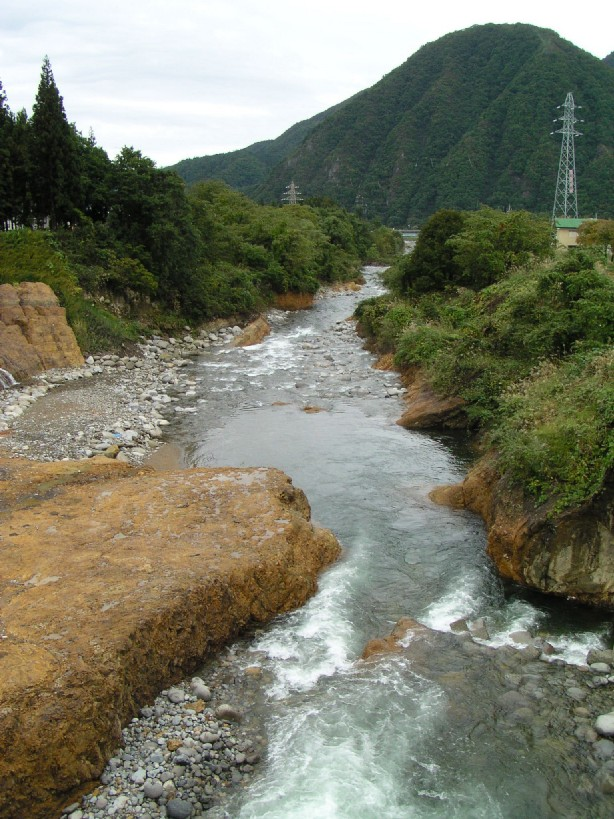
魚野川（新潟県南魚沼郡湯沢町土樽）
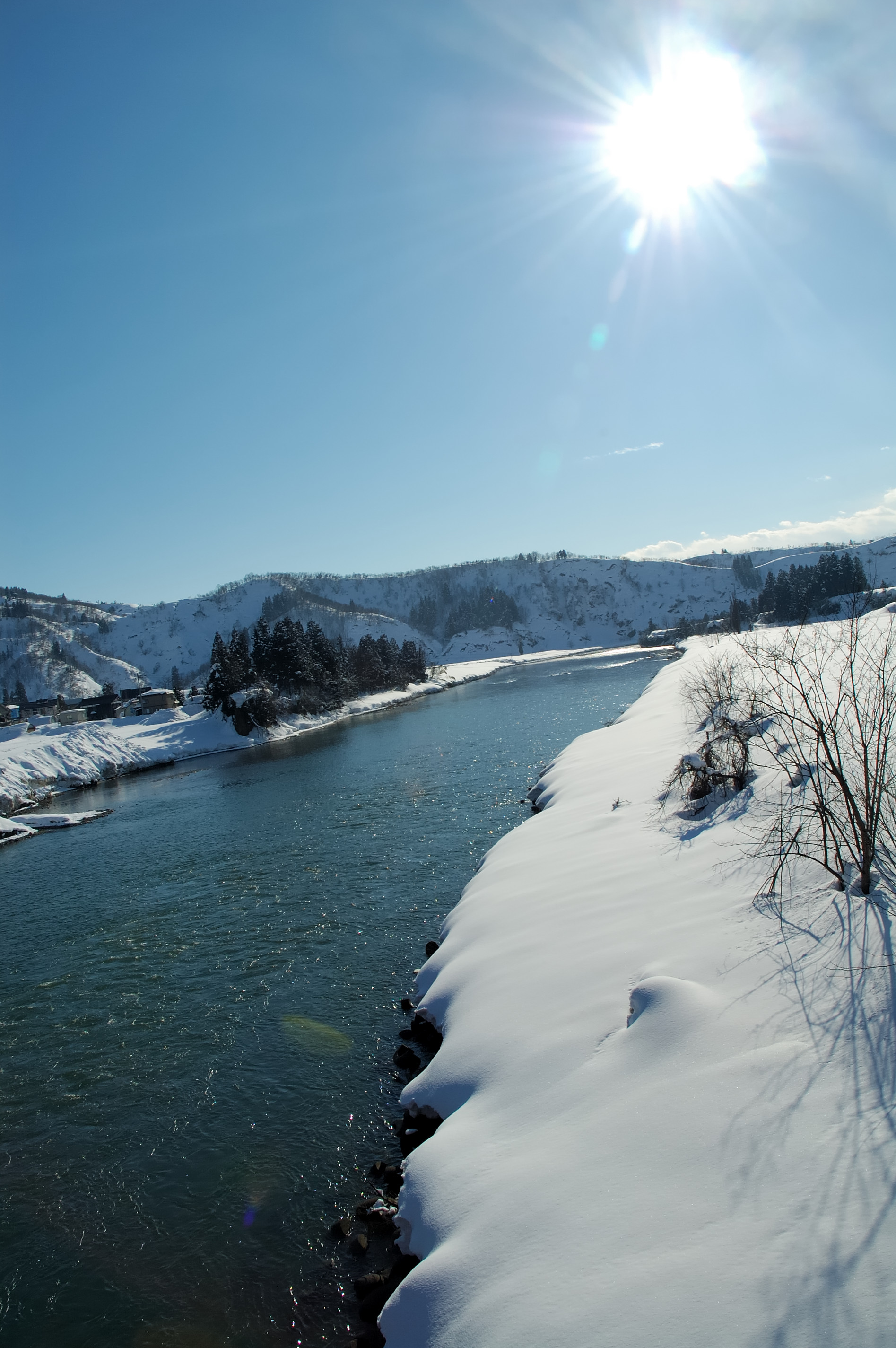
魚野川（長岡市東川口）
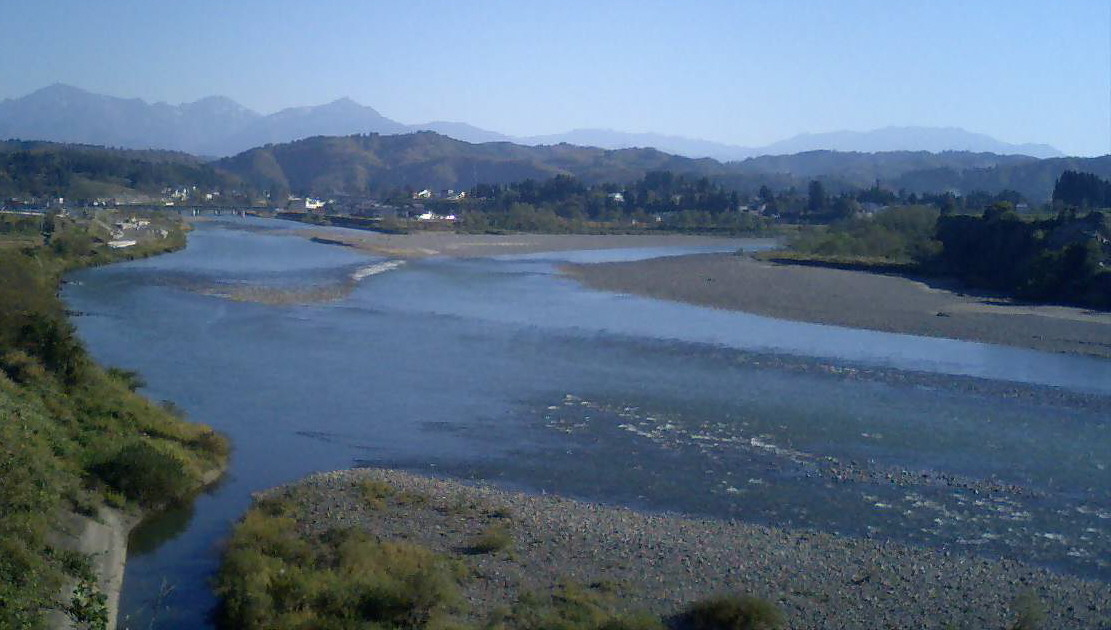
魚野川と信濃川の合流点（長岡市東川口）写真左上が魚野川上流部
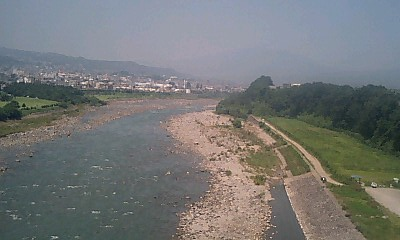
関越自動車道から望む魚野川
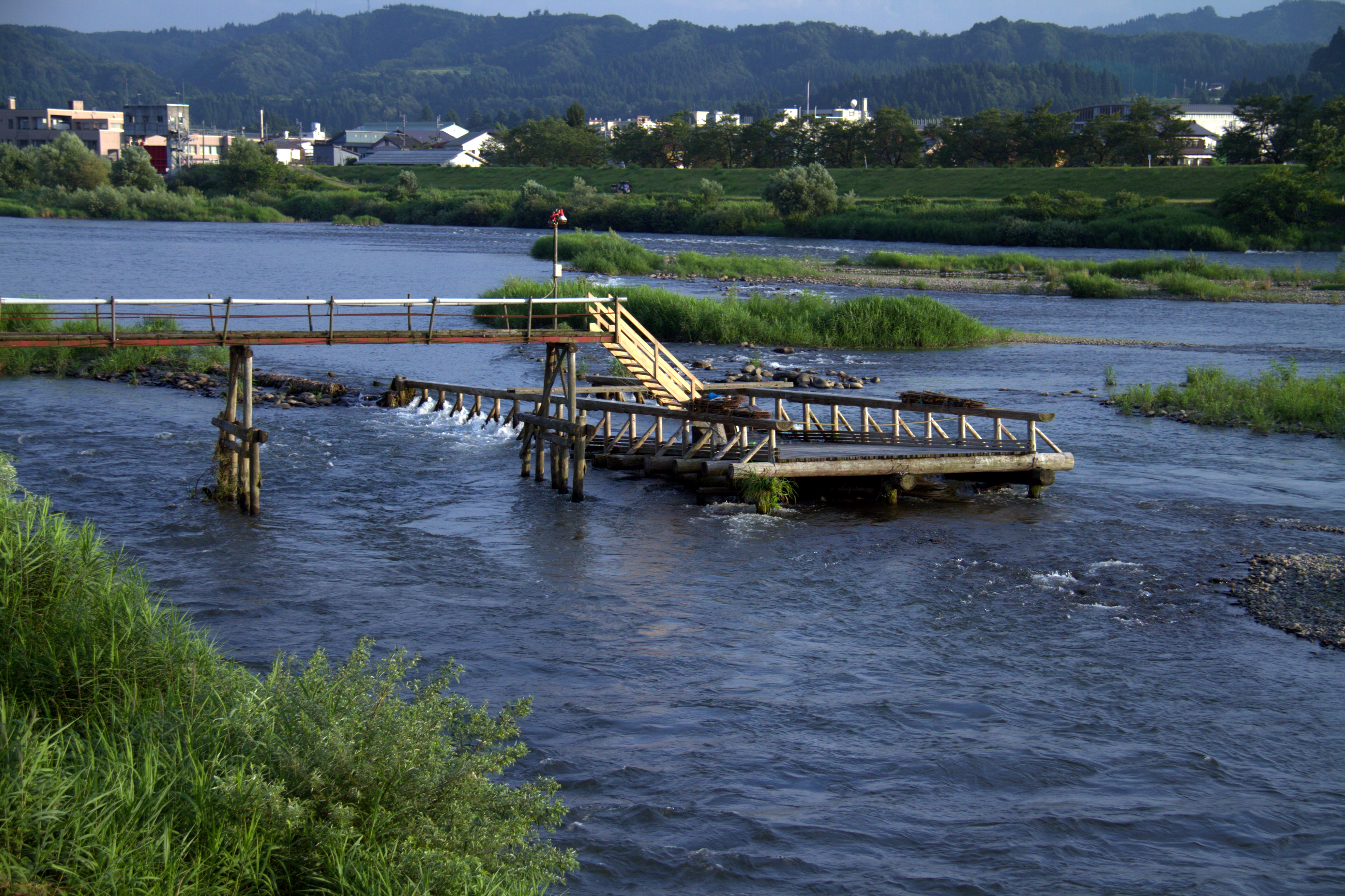
堀之内やな場